# Droit au logement (association)
Pour les articles homonymes, voir Droit au logement (homonymie) et DAL.
Droit au logement (parfois abrégé en DAL) est une association française loi de 1901 créée en 1990 dont le but est de permettre aux populations les plus fragilisées (mal logés et sans-logis) d'avoir accès à un logement décent, en exerçant leur droit au logement.

## Origine
En mai 1990, 48 ménages, essentiellement des familles avec enfants, sont expulsés de deux immeubles squattés, permanences du comité des mal logés , du 20e arrondissement de Paris. Avec le soutien de militants associatifs, ces familles du Comité des mal-logés organisent alors un campement qui dure quatre mois. À la suite de cette mobilisation, le gouvernement nomme un médiateur qui procède au relogement des familles. Des familles mal-logées ou sans-logis, des militants associatifs de quartier créent alors Droit Au Logement .
Jean-Claude Amara, artiste de variété, François Breteau, avocat et conseiller parisien "les Verts" rejoignent à sa création la nouvelle association, et en deviendront ses soutiens. En 1994, l'association gère 4 000 dossiers d'adhérents.
À cette action fondatrice succèdent d’autres actions collectives de mal-logés et sans-logis (manifestations, campements, occupations, auto-réquisitions de logements vides…) à Paris, en banlieue puis en province, organisées au sein de l’Association Droit Au Logement, et des centaines d’actions en justice pour défendre les droits des exclus du logement. À côté des luttes à Paris et dans ses environs, une trentaine de comités sont nés dans d’autres villes de France. Regroupés en coordination, ils se sont fédérés en 1998, autour d’une charte, au sein de la Fédération des comités Droit Au Logement,.

## Organisation
L'association, présente sur tout le territoire français, est organisée en une trentaine de comités, regroupés en coordination, et fédérés en 1998 au sein de la Fédération des comités Droit Au logement. Son président depuis la création de cette association a toujours été Jean-Baptiste Eyraud,.
L'association Droit au logement fait partie des réseaux No Vox (réseau d'associations issu du premier Forum social européen), Attac France, RéSEL (« Réseau Stop aux Expulsions de Logement »).
Dans un premier temps, le DAL s'adresse surtout à des familles mal logés. Constatant que les sans domicile fixe célibataires sont confrontés à des problèmes différents, des militants du DAL ont fondé fin 1993 le « Comité des Sans-Logis » (CsDL). Le CsDL est l'une des associations membres de la Fédération DAL.

## Revendications
Selon l'article 2 des statuts de l'association, les revendications du DAL sont « l'arrêt des expulsions sans relogement », « le relogement décent et adapté de toute famille et personne mal-logée ou sans logis » et « l’application de la loi de réquisition sur les immeubles et logements vacants ». La loi de réquisition en question est une ordonnance de 1945 qui donne pouvoir à l'État de réquisitionner les logements vacants. Ces revendications s'appuient sur la Loi Besson de 1990 qui vise à mettre en œuvre le droit au logement et depuis 2007 sur la loi instituant le droit au logement opposable (DALO).

## Parcours
La scission avec le Comité des mal-logés à l'origine de la création du DAL portait notamment sur le refus de l'occupation de logements HLM, revendication jugée trop « dure » pour les familles auxquelles s'adresse principalement la nouvelle association. Aussi privilégie-t-elle dans un premier temps d'autres formes d'action, mais revient assez rapidement au « squattage » en mars 1993. Ce choix conduit à un essor du DAL, qui enregistre de nombreuses adhésions.
Depuis sa création, le DAL se fait connaître du public par des manifestations, des actions spectaculaires et médiatisées comme, notamment, l'occupation du 7, rue du Dragon dans le quartier de Saint-Germain-des-Prés à Paris, en décembre 1994. Des personnalités comme l'abbé Pierre, Emmanuelle Béart et Jacques Higelin contribuèrent à cette médiatisation, occupation par ailleurs défendue par l'avocat militant des droits de l'Homme Jean-Jacques de Felice. Des soutiens tels qu’Emmaüs, Médecins du Monde, la Ligue des Droits de l’Homme, les syndicats SUD, et des associations du mouvement social favorisent également l’essor de l’association, et lui fournissent leur capital militant lors des opérations médiatisées. Selon le DAL lui-même ce serait concrétisé depuis 1990 un relogement de milliers de familles en situation d’exclusion par le logement, des améliorations, et parfois des reculs, en matière législative, une meilleure prise en compte de l’exclusion par le logement dans les politiques publiques et de la crise du logement dans l’opinion.
Ainsi lors de ses vœux du 31 décembre 2006, le président Jacques Chirac annonce la décision du gouvernement de Dominique de Villepin de mettre en place un droit au logement opposable (DALO). Le dispositif Dalo, selon le sénat et d'autres organismes, n'instaure pas de nouveaux droits face à la détérioration continue du secteur locatif : "La publication des chiffres du Dalo pour 2019 a montré que le nombre de ménages restant à reloger n’a jamais été aussi haut : plus de 71 000 naufragés du Dalo en attente d’un logement depuis 1 à 11 ans.".
Le 1er janvier 2007, l'association DAL, l'association Macaq et le collectif Jeudi Noir, annoncent l'occupation d'un immeuble vide situé dans le centre de Paris pour le mettre à la disposition des mal logés, et louent ces locaux à une association audiovisuelle.  
Le DAL a été condamné le 24 novembre 2008 par le tribunal de police de Paris à une amende de 12 000 euros pour avoir « embarrassé la voie publique » en référence à l'article R 644-2 du code pénal, mais a été finalement relaxé le 28 mai 2009 par la cour d'appel de Paris, qui a invoqué l'« état de nécessité » des familles. L'association avait placé 320 tentes du 3 octobre au 15 décembre à côté de la Bourse de Paris. 
DAL apporte son soutien en 2009 aux familles locataires (certaines depuis 1976) de sites de camping du château d'Alincourt, racheté en janvier 2009 par Alain Duménil, 90e fortune de France, et qui vise à transformer le site en lieu d'accueil pour entreprises,,,.
L'association obtient en 2024 l’annulation par le Conseil d'État des points les plus contestés du décret du 29 juillet 2023, qui permettait de louer des habitations de moins de 2 mètres de large ou de moins de 1,80 mètre de hauteur sous plafond,.

### Sources
- Les archives de l'association sont conservées aux Archives nationales "Communication soumise à l’autorisation du DAL".sous la cote 152AS : Voir la notice du fonds en salle des inventaires virtuelle